# Андора на Летњим олимпијским играма 1992.
Андори је учешће на Олимпијским играма 1992. у Барселони, било пето на Летњим олимпијским играма. До сада Андора није освојила ниједну медаљу. Олимпијски комитет Андоре је на ове Игре послао 8 спортиста који су се такмичили у 5 спортова.
На свачаном отварању заставу Андоре носила је атлетичарка Маргарида Морено која се такмичила у скоку увис. 

## Учесници по дисциплинама
| Спорт      | Мушкарци | Жене | Укупно |
| ---------- | -------- | ---- | ------ |
| Атлетика   | 0        | 1    | 1      |
| Бициклизам | 3        | 0    | 3      |
| Једрење    | 2        | 0    | 2      |
| Стрељаштво | 1        | 0    | 1      |
| Џудо       | 1        | 0    | 1      |
| Укупно(5)  | 7        | 1    | 8      |

## Резултати по дисциплинама

### Жене
| Атлетичарка      | Дисциплина | Квалификације | Квалификације | Финале            | Финале            | Детаљи |
| Атлетичарка      | Дисциплина | Резултат      | Место         | Резултат          | Место             | Детаљи |
| ---------------- | ---------- | ------------- | ------------- | ----------------- | ----------------- | ------ |
| Маргарида Морено | Скок увис  | 1,70          | 41/41 (42)    | Није се пласирала | Није се пласирала |        |

## Бициклизам

### Бициклизам на друму

#### Мушкарци
Стаза је била дугачка 194,4 километра уз учешће 154 такмичара, масовни старт. Учествовала су браћа Перез и Хуан Гонзалес.
| Бициклиста    | Дисциплина   | Време            | Пласман      | Белешка |
| ------------- | ------------ | ---------------- | ------------ | ------- |
| Хавиер Перез  | Друмска трка | 4:35:36 (+0:35)  | 31/84 (154)  |         |
| Емили Перез   | Друмска трка | 4:58:25 (+23:04) | 59/84 (154)  |         |
| Хуан Гонзалес | Друмска трка | Није завршио     | Није завршио |         |

## Једрење

#### Мушкарци
| Једриличари             | Дисциплина | Нет Бод | Укупно Бод | Пласман |
| ----------------------- | ---------- | ------- | ---------- | ------- |
| Давид Рамон Оскар Рамон | 470        | 160     | 201        | 27/37   |

### Стрељаштво

#### Мушкарци
| Стрелац     | Дисциплина | Резултат | Место    | Белешка |
| ----------- | ---------- | -------- | -------- | ------- |
| Хуан Бесоли | Трап       | 140      | 29-32/54 |         |

## Џудо
- −60 кг Антони Молне 23—32 место